# Malin Bergström
För andra betydelser, se Malin Bergström (olika betydelser).
Malin Bergström född 1965 är en svensk barnpsykolog och forskare som är internationellt erkänd och uppmärksammad för sina studier angående olika boendeformer för barn till föräldrar som har separerat eller skiljt sig. Hennes studier har visat att barn normalt mår bäst om deras föräldrar har delad vårdnad, så att de får en nära kontakt med båda föräldrarna.
Bergström doktorerade 2010 vid Institutionen för Kvinnors och Barns Hälsa på Karolinska Institutet, med en avhandling om användandet psykoprofylax vid förlossning. Hon är sedan dess verksam dels vid Center for Health Equity Studies på Stockholms Universitet och dels som docent vid den medicinska institutionens Avdelning för Klinisk Epidemiologi på Karolinska Instsitutet. Hennes forskning har presenterats på internationella konferenser, som exempelvis International Conference on Shared Parenting som organiseras av International Council on Shared Parenting.
Förutom vetenskaplig forskning är Bergström också aktiv som rådgivare i barnpsykologi för Vi Föräldrar och andra tidningar. Hon är också aktiv i den internationella debatten om fördelarna med delad vårdnad.

## Böcker
- Bergström M. Lyhört föräldraskap, Bonnier Fakta, 2013.
- Bergström M. Fråga barnpsykologen – 142 frågor och svar om att vara förälder, Bonnier, 2018.
- Bergström M. Att skiljas med barn, Bonnier Fakta, 2018.
- Bergström M, Clara Linnros C. De kallar det trots: om att vägleda små barn genom utveckling och uppror, Bonnier Fakta 2022.

## Vetenskapliga publikationer i urval
- Bergström M. Kieler H. Waldenström U. Effects of natural childbirth preparation versus standard antenatal education on epidural rates, experience of childbirth and parental stress in mothers and fathers: a randomised controlled multicentre trial. BJOG: An International Journal of Obstetrics & Gynaecology. 2009, 116:1167-1176.
- Bergström M. Kieler H. Waldenström U. Psychoprophylaxis during labor: Associations with labor-related outcomes and experience of childbirth. Acta Obstet Gynecol Scand. 2010, 89:794-800.
- Bergström M, Modin B, Fransson E, Rajmil L, Berlin M, Gustafsson PA, Hjern A. Living in two homes-a Swedish national survey of wellbeing in 12 and 15 year olds with joint physical custody. BMC Public Health. 2013, 13:868.
- Bergström M. Depressive symptoms in new first‐time fathers: Associations with age, sociodemographic characteristics, and antenatal psychological well‐being. Birth. 2013, 40:32-38.
- Bergström M, Fransson E, Hjern A, Köhler L, Wallby T. Mental health in Swedish children living in joint physical custody and their parents' life satisfaction: A cross‐sectional study. Scandinavian journal of psychology, 2014, 55,433-439.
- Bergström M, Fransson E, Modin B, Berlin M, Gustafsson PA, Hjern A. Fifty moves a year: is there an association between joint physical custody and psychosomatic problems in children? Journal of Epidemiology and Community Health. 2015.
- Bergström  M,  Fransson E,  Fabian  H,  Hjern  A,  Sarkadi  A, Salari  R. Preschool  children  living  in joint physical custody arrangements show less psychological symptoms than those living mostly or only with one parent. Acta Paediatr. 2017.
- Turunen J, Fransson E, Bergström M. Self-esteem in children in joint physical custody and other living arrangements. Public Health. 2017, 149:106-112.
- Fransson E, Hjern A, Bergström M.  What Can We Say Regarding Shared Parenting Arrangements for Swedish Children?, Journal of Divorce & Remarriage, 2018, 59,349-358.
- Bergström M, Fransson E, Wells MB, Köhler L, Hjern A. Children with two homes: Psychological problems in relation to living arrangements in Nordic 2- to 9-year-olds. Scandinavian Journal of Public Health, 2018.
- Fransson E, Låftman SB, Östberg V, Bergström M.  Wellbeing among children with single parents in Sweden: focusing on shared residence. In R. Nieuwenhuis & L. C. Maldonado (Eds.), The triple bind of single-parent families. Resources, employment and policies to improve well-being. Great Britain: Policy Press, 2018.

## Debattartiklar i urval
- Grangeat M, Kruk E, Bergström M, Marinho S. Are joint custody and shared parenting a child’s right?, The Conversation, 4 oktober 2018.